# Osteospermum grandiflorum
Osteospermum grandiflorum là một loài thực vật có hoa trong họ Cúc. Loài này được Augustin Pyramus de Candolle mô tả khoa học đầu tiên năm 1838.